# Moravské zemské hnutí
Moravské zemské hnutí (MZH) je moravské politické hnutí registrované v České republice, působící převážně na Moravě. Hlásí se k idejím moderního evropského regionalismu a tradiční moravské zemské samosprávy. Navazuje na Hnutí za samosprávnou demokracii – Společnost pro Moravu a Slezsko.[zdroj?]

## Vznik hnutí
Hnutí bylo registrováno v dubnu 2018, ustavující sněm proběhl v květnu téhož roku. V rámci evropských politických stran je členem Evropské svobodné aliance, do níž bylo přijato 8. 3. 2019 na valném shromáždění v Bruselu. Ve volbách do zastupitelstev obcí v roce 2018 hnutí získalo 14 mandátů. Základem členské základny jsou bývalí členové strany Moravané. V době vzniku mělo Moravské zemské hnutí okolo padesáti členů.

## Členství v Evropské svobodné alianci
Dne 8. 3. 2019, kdy bylo Moravské zemské hnutí do EFA přijato, se stalo jediným zástupcem ČR v EFA. EFA je součástí frakce europarlamentu EFA-Greens, která má v Evropském parlamentu několik mandátů. V rámci EFA se Moravské zemské hnutí stalo součástí Středoevropské pracovní skupiny. Moravské zemské hnutí v ní poprvé zasedalo dne 23. 9. 2019, kdy řešila témata decentralizace, samosprávy, vzdělávání a regionalismu. Na závěr jednání proběhl i seminář o zadržování vody v krajině. Této ustavující schůze se zúčastnilo celé předsednictvo EFA. Zástupci ostatních regionů byli ze Slezska, Vojvodiny nebo z Bavorska.

## Orgány hnutí
O nejdůležitějších věcech rozhoduje Sněm MZH, zasedání celé strany. Schází se 3× ročně.[zdroj?]
Mezi sněmy rozhoduje o činnosti hnutí nejvyšší orgán, Rada MZH, která má v současnosti 5 členů. Tvoří ji předseda hnutí, místopředseda a 3 členové rady. To vše kontroluje Revizní a rozhodčí komise.

## Cíle vycházející z preambule Ústavy ČR
Na základě preambule Ústavy ČR, která hovoří o občanech České republiky v Čechách, na Moravě a ve Slezsku, usiluje Moravské zemské hnutí demokratickou cestou o sloučení čtrnácti krajů do zemí Čechy, Morava a Slezsko (a metropolitní země Praha) a jejich vybavení samosprávnými kompetencemi podle vyspělých vzorů osvědčených spolkových zemí.[zdroj?] Silnou územní samosprávu a moderní pojetí tradičních regionů, které přirozeně konkurují sílícímu centralismu, považuje hnutí za jeden ze základních kamenů a pilířů demokratického zřízení. Návrat k této hodnotě považuje za důležitou součást snahy o obrodu a posílení demokracie u nás, při vymezení se vůči tlakům nedemokratických sil.[zdroj?]

## Volby

### Poslanecká sněmovna
| Volby | Hlasy | Hlasy | Mandáty | Mandáty | Pozice | Postavení       |
| Volby | Abs.  | %     | Abs.    | ±       | Pozice | Postavení       |
| ----- | ----- | ----- | ------- | ------- | ------ | --------------- |
| 2021  | 1 648 | 0,03  | 0/200   | ▬0      | ▲20.   | mimoparlamentní |

### Senát
| Volby | První kolo | První kolo | Druhé kolo | Druhé kolo | Mandáty | Mandáty | Mandáty | Pozice |
| Volby | Hlasy      | %          | Hlasy      | %          | Zvoleno | Celkem  | ±       | Pozice |
| ----- | ---------- | ---------- | ---------- | ---------- | ------- | ------- | ------- | ------ |
| 2018  | 2 641      | 0,2        | –          | –          | 0/27    | 0/81    | ▬0      | ▬ –    |
| 2020  | 2 970      | 0,3        | –          | –          | 0/27    | 0/81    | ▬0      | ▬ –    |
| 2022  | 6 556      | 0,6        | –          | –          | 0/27    | 0/81    | ▬0      | ▬ –    |
| 2024  | 1 170      |            | –          | –          | 0/27    | 0/81    | ▬0      | ▬ –    |
| 2025  | 1 150      | 5,79       | –          | –          | 0/1     | 0/1     | ▬0      | ▬ –    |

### Evropský parlament
| Volby | Hlasy | Hlasy | Mandáty | Mandáty | Pozice | Postavení |
| Volby | Abs.  | %     | Abs.    | ±       | Pozice | Postavení |
| ----- | ----- | ----- | ------- | ------- | ------ | --------- |
| 2019  | 3 195 | 0,1   | 0/200   | ▬0      | ▲26.   |           |

Moravské zemské hnutí nejlépe dopadlo v obvodě přebíracího místa Rousínov, kde získalo 2,19 %. Z okresů nejlépe dopadlo ve Znojemském, kde získalo 1,38 % a z krajů dosáhlo nejlepšího výsledku v Jihomoravském kraji, kde mělo 0,52 %.

#### Volební zisk ve volbách do EP na Moravě
| Volby | Počet hlasů | %    | Mandátů |
| ----- | ----------- | ---- | ------- |
| 2019  | 2694        | 0,31 | 0       |

### Komunální
| Volby | Počet hlasů | %    | Mandátů |
| ----- | ----------- | ---- | ------- |
| 2014  | -           | -    | 17      |
| 2018  | 84 873      | 0,08 | 14      |

### Krajské
O krajských volbách rozhodl 5. sněm konající se v Dačicích. Přípravou krajských voleb byla pověřena Rada MZH, která má za úkol sestavit kandidátní listiny a v Jihomoravském kraji vyjednávat se středovými politickými subjekty o případné volební koalici. Moravské zemské hnutí se zapojilo do koalice Spolu pro Moravu, kterou dále tvoří TOP 09, Zelení, Idealisté a Liberálně ekologická strana a která uspěla ve volbách do Zastupitelstva Jihomoravského kraje. Člen MZH Jiří Kacetl byl zvolen do Výboru pro meziregionální vztahy Zastupitelstva Jihomoravského kraje.[zdroj?]

## Místní organizace
Na 5. sněmu MZH byl odsouhlasen vznik místních organizací. Jimi jsou např. místní organizace v Dačicích (původně to byla organizace strany Moravané), MZH Královo pole, MZH Brno-sever nebo MZH Brno východ.

## Programové cíle
Hnutí prosazuje:[zdroj?]
- reformu EU jako spolku historických zemí a přirozených regionů
- reformu ČR jako státu složeného ze čtyř zemí Čechy, Morava, Slezsko a Metropolitní země Praha
- vytvoření samosprávné Moravské země v čele se zemským sněmem, zemskou vládou a zemských prezidentem (obdobné orgány fungovaly až do roku 1949)
- posílení obecní samosprávy

## Sněmy Moravského zemského hnutí
| 1. | 28. dubna 2018 | Ustanovující sněm MZH                                                                | Stará radnice, Brno       |
| 2. | 27. října 2018 | -                                                                                    | Hotel U Stadionu, Dačice  |
| 3. | 2. února 2019  | Volby do EP, zpráva o o činnosti, úprava stanov,, diskuse nad Krajskými volbami 2020 | Vinařství Sádek, Kojetice |
| 4. | 1. června 2019 | Projednání výsledků Voleb do EP, Pouť smíření                                        | Brno                      |
| 5. | 19. října 2019 | Volba nového vedení, vznik místních organizací, Krajské a senátní volby 2020         | Hotel Dyje, Dačice        |
| 6. | 18. duben 2020 | 2. ročník Happeningu za obnovu Moravského zemského sněmu                             | Brno                      |

## Funkcionáři
Zdroj

### Členové Rady MZH
- Předseda hnutí – Pavel Trčala
- Místopředseda hnutí – Vladan Ševčík, inženýr, energetik
- Člen Rady MZH – Bohumil Šuhaj
- Člen Rady MZH – Vladimíra Melounová
- Člen Rady MZH – Jiří Kolářský

### Členové Revizní a rozhodčí komise
- Člen Revizní komise MZH – Jiří Kacetl, zastupitel města Znojma, historik
- Člen Revizní komise MZH – Marek Sklenář
- Člen Revizní komise MZH – Ondřej Hýsek